# Francisco Pascual García
Francisco Pascual García (San Juan Chicomoxúchitl, Oaxaca, 17 de mayo de 1856 - El Paso, Texas, 9 de noviembre de 1927) fue un abogado, periodista, diputado y académico mexicano.

## Semblanza biográfica
Fue seminarista, realizó estudios de literatura griega y romana. Estudió leyes, aunque también se dedicó al periodismo y a la docencia.  Fue nombrado miembro correspondiente de la Academia Mexicana de la Lengua en 1896, y miembro de número en 1909, tomó posesión de la silla VII el 22 de julio del mismo año. Fue diputado al Congreso de la Unión de la XXVI Legislatura de México, simpatizó con el gobierno de Francisco I. Madero.  Murió en El Paso, Texas el 9 de noviembre de 1927.

## Obras publicadas
- Razas del estado de Oaxaca, sus idiomas primitivos y su capacidad para la civilización, 1902.
- Código de extradición, 1904.
- Código de expropiación, 1906.
- El amparo y sus reformas, coautor con Isidro Rojas en 1907.
- Código civil vigente en el Distrito y Territorios Federales, 1908.
- Código de comercio de los Estados Unidos Mexicanos, 1909.
- Importancia del estudio de las lenguas indígenas de México, coautor con Francisco Belmar en 1909.
- Memoria documentada acerca del reto lanzado a la Revista Católica y después abandonado por el ministro protestante E.B. Vargas, 1922.
- Colección de leyes federales vigentes, sus reglamentos y circulares sobre minería, patentes de invención y marcas industriales y de comercio, circa 1923.